# San Cayetano (Tepic)
San Cayetano es una localidad rural del municipio de Tepic en el estado de Nayarit, México.
En el 2010 según el INEGI tenía 4,345 habitantes, y está ubicada a solo 4 km de Tepic y a 7 km del Aeropuerto de Tepic.

## Ubicación
La localidad de San Cayetano está situado en el Municipio de Tepic (en el Estado de Nayarit). 
Se encuentra sobre la carretera federal número 15 hacia Guadalajara.
Hay 4345 habitantes. 
San Cayetano está a 940 metros de altitud.
En la localidad hay 2150 hombres y 2195 mujeres. El ratio mujeres/hombres es de 1,021, y el índice de fecundidad es de 2,44 hijos por mujer. Del total de la población, el 14,20% proviene de fuera del Estado de Nayarit. El 3,13% de la población es analfabeta (el 3,07% de los hombres y el 3,19% de las mujeres). El grado de escolaridad es del 8.62 (8.53 en hombres y 8.71 en mujeres).
El 2,07% de la población es indígena, y el 1,36% de los habitantes habla una lengua indígena. El 0,00% de la población habla una lengua indígena y no habla español.
El 38,78% de la población mayor de 12 años está ocupada laboralmente (el 52,98% de los hombres y el 24,87% de las mujeres).